# Laurence Gendron
Laurence Gendron, née le 16 septembre 1985 à Montréal (Québec), est une productrice canadienne, et la fille du producteur Pierre Gendron,,.